# Борщевик Мантегацци
Борщевик Мантегацци (лат. Heracléum mantegazziánum) — растение рода Борщевик, самый крупный представитель семейства Зонтичные. Естественный ареал борщевика Мантегацци находится в Карачаево-Черкесии и Краснодарском крае России, а также в Грузии. Ранее выращивался в странах Западной Европы как декоративное растение, но одичал и вышел за пределы питомников. На территории России большого распространения не получил. Распространяется в США и Канаде. В 2025 году замечен в Японии на острове Хоккайдо. Представляет опасность для человека и других млекопитающих из-за содержания в соке фотосенсибилизирующих веществ — фуранокумаринов.

## Название
Ботаническое название дано в честь путешественника и антрополога Паоло Мантегацца. В странах западной Европы известен под названиями:
- гигантский борщевик (англ. Giant Hogweed, нем. Riesen-Bärenklau, нидерл. Reuzenberenklauw);
- геркулесова трава (нем. Herkulesstaude);
- древовидный борщевик;
- кавказский борщевик (фр. Berce géante du Caucase, венг. Kaukázusi medvetalp);
- великолепный борщевик (чеш. Bolševník velkolepý).

## Ботаническое описание

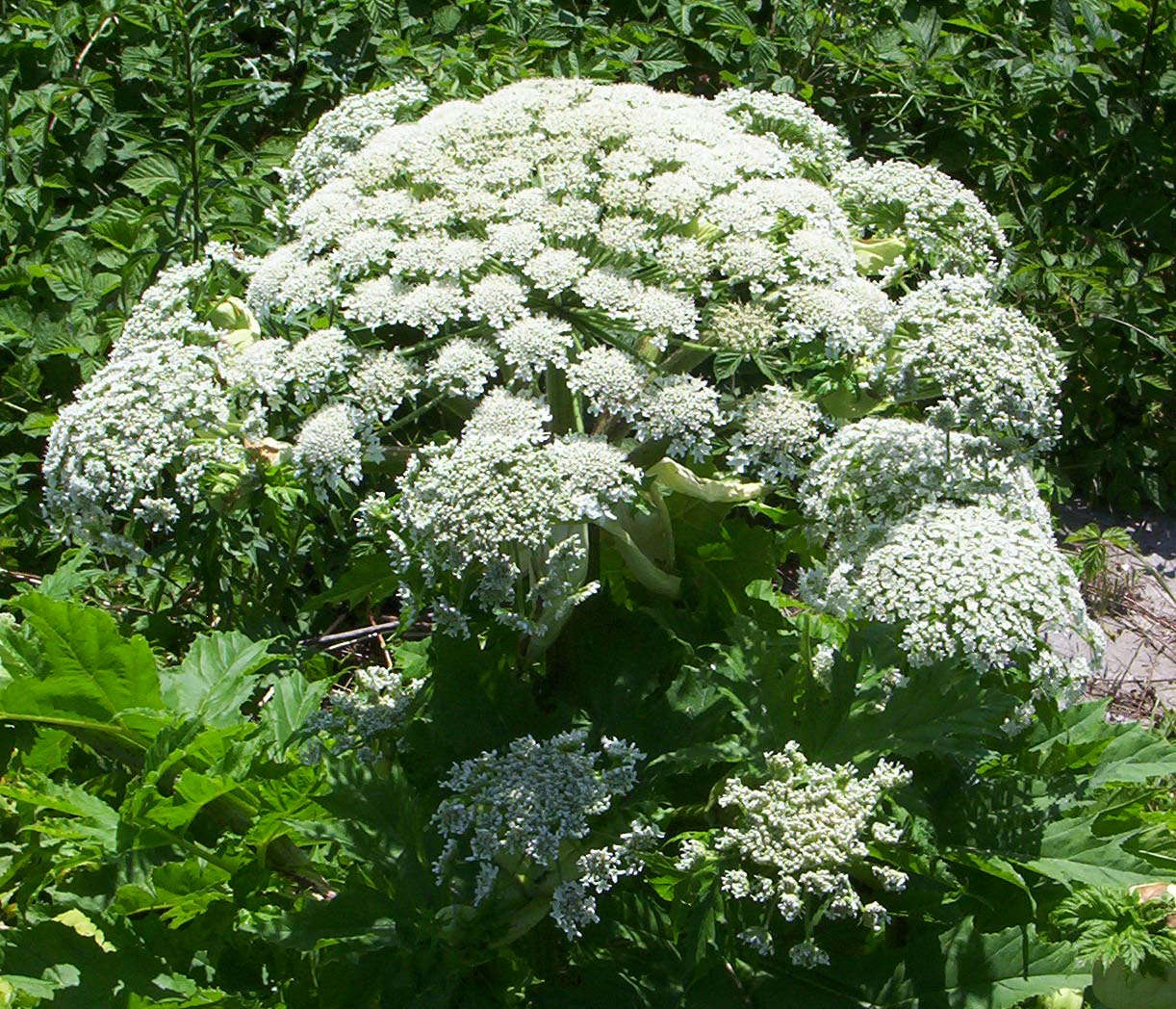
Соцветие Борщевика Мантегацци

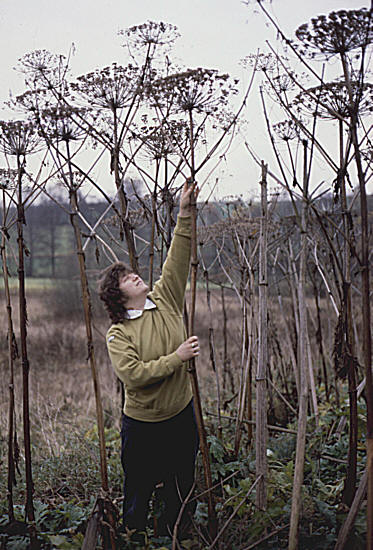
Борщевик Мантегацци осенью

Научное описание для Heracleum mantegazzianum было дано только в 1895 году, однако известно оно было почти на сто лет раньше. Повторно этот борщевик был описан И. П. Манденовой в 1944 году под именем Heracleum grossheimii (Борщевик Гроссгейма).

### Внешний вид
Крупное многолетнее травянистое растение высотой до 6 метров. Стебель трубчатый, снизу ребристый (гранёный), сверху гладкий часто с пурпурными пятнами или полностью пурпурный, изреженно-ворсистый, 5—10 сантиметров в диаметре. Листья вместе с черешком могут достигать длины 3 метра, 3—5-раздельные с перистыми сегментами, густо-зелёные, изреженно-ворсистые по черешку и прожилкам. От основания к вершине размер листьев заметно уменьшается, включая и черешок, так что верхние небольшие листья оказываются практически сидячими.

### Стеблекорень
Формируется к концу первого года жизни растения и состоит из укороченного вегетативного побега и верхней части корня. К этому времени корневая шейка растения имеет диаметр 2,5—3 см. Над ней располагается зимующая почка высотой 3—4 см, содержащая 8—12 зачатков новых листьев, 1—4 боковые почки и иногда цветочные почки.
Морфологически стеблекорень аналогичен корнеплодам других зонтичных или свёклы. Если мысленно сопоставить свёклу и стеблекорень борщевика, то верх корнеплода со следами отмерших листьев и верхушечной почкой будет соответствовать укороченному вегетативному побегу борщевика.

### Ворсинки
Одноклеточные образования длиной до 5 мм. Гладкие, ампулообразные, заполнены жидкостью. Каждая ворсинка сидит на бордовом шипообразном основании. При прикосновении легко обламывается, выпуская сок наружу.
Соцветие — сложный зонтик с 30—150 лучами, состоит из белых цветков, число которых на одном растении может превышать 80 000. Цветёт в июне—августе.
Овальные плоды, поначалу зелёного цвета, по мере созревания высыхают, уплощаются и приобретают коричневую окраску, на них появляются разбухшие коричневые маслянистые прожилки.

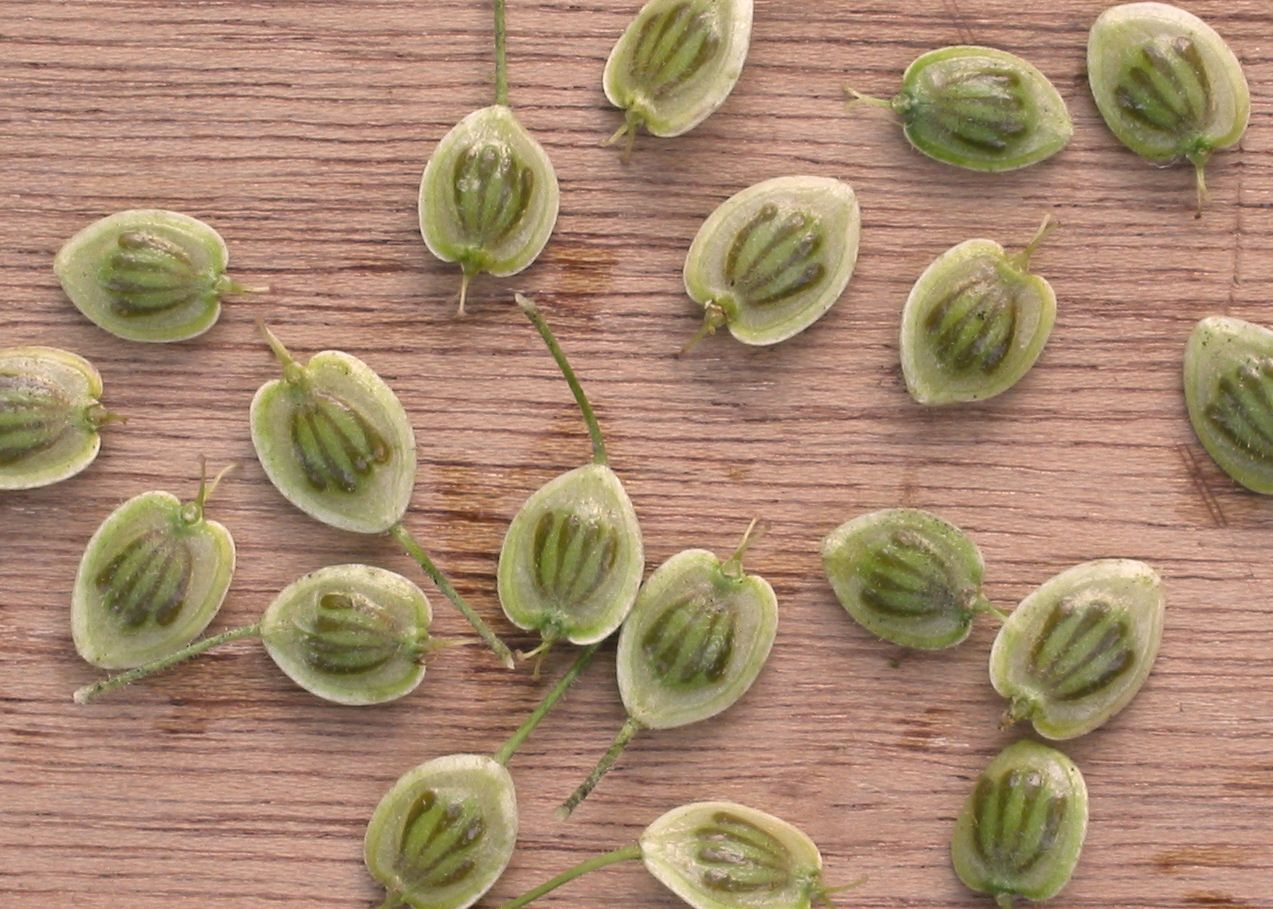
Как и у других зонтичных, у борщевика Мантегацци плод — вислоплодник

Как и другие борщевики, является монокарпиком, то есть цветёт всего один раз в жизни и отмирает сразу после созревания плодов.
Борщевик Мантегацци по внешнему виду очень похож на борщевик Сосновского, но имеет более высокий и ворсистый стебель, а также более узкие и перистые листья.

### Жизненный цикл
Жизненный цикл гигантского борщевика состоит из четырёх фаз:
1. Предцветковые растения: в первый год из семян прорастают листья. В последующие годы листья прорастают из перезимовавших корней, а также семян. Эта фаза до цветения продолжается несколько лет.
2. Цветущие растения (середина лета): после нескольких лет роста растение цветёт.
3. Семена (конец лета / начало осени): цветущее растение даёт 20 000 или более семян.
4. Мёртвые стебли (поздняя осень / зима): после появления семян растение погибает, оставляя высохшие стебли и семенные головки.

В течение первых нескольких лет роста листья и стебель предцветкового растения отмирают за зиму. Весной растение отрастает от корня. Другими словами, борщевик гигантский — травянистое многолетнее растение.
Гигантский борщевик обычно даёт стебель цветения через 3-5 лет, но растениям может потребоваться до 8 лет, чтобы зацвести, если условия неблагоприятны. В Чешской республике одно растение достигло возраста 12 лет до начала цветения. В любом случае, когда растение наконец зацветает, это происходит в период с июня по июль (в северном полушарии).
Семена обычно собирают в августе. Одно цветковое растение даёт в среднем 20 000 семян, при этом урожай семян варьирует от 10 000 до 50 000 семян с одного растения.
Гигантские борщевики являются многолетними монокарпиками. Семена разносятся ветром на небольшие расстояния, но могут перемещаться на большие расстояния с помощью воды, животных и людей. Большинство семян (95 %) находится в верхних 5 см (2,0 дюйма) слоя почвы в пределах нескольких метров от родительского растения. Семена могут оставаться живыми в семенном банке более пяти лет.
Семена, помещённые в почвенный банк, изначально находятся в состоянии покоя. Покой нарушается холодными и влажными условиями осени и зимы, и поэтому свежеотложенные семена остаются бездействующими, по крайней мере, до следующей весны, когда прорастут примерно 90 % ранее спавших семян. Остальные остаются бездействующими в семенном банке.
Семена обычно получаются в результате перекрёстного опыления между двумя или более растениями, но возможно и самоопыление. Более половины семян, полученных в результате самоопыления, прорастут и дадут здоровые всходы. Следовательно, одно изолированное семя может дать начало колонии новых растений.

## Распространение
Борщевик Мантегацци — классический пример инвазивного вида. До начала XIX века Борщевик Мантегацци являлся эндемиком Западного Большого Кавказа, где входил и по сию пору входит в состав местной высокогорной флоры. Он растёт в прогалинах и на опушках высокогорных лесов, а также выходит в зону субальпийского высокотравья. В местах своего первичного ареала он не вырастает до таких значительных размеров, как на равнине.
В XIX веке растение завезли в Великобританию, где оно сначала было популярным декоративным растением из-за необычного вида. Однако потом оно распространилось почти по всей Западной Европе.

## Происхождение
Некоторые исследователи считают растение и, вообще, род Борщевик реликтом третичного периода. Другие предполагают, что оно сформировалось на месте в четвертичном периоде, но на основе предшественников третичного периода. Систематики разделили растения, входящие в род, на 8 секций. Борщевик Мантегацци входит в секцию Pubescentia (опушённые), которая близка секции Heracleum (собственно борщевики), и растения в обеих секциях внешне похожи.
Ближайшим родственником борщевика Мантегацци внутри секции Pubescentia является Борщевик Сосновского. Но борщевик Мантегацци имеет более древнее происхождение и частично сохранил признаки поликарпического предшественника.

## Значение и применение
По наблюдениям в Кабардино-Балкарии поедается западнокавказским туром (Capra caucasica).

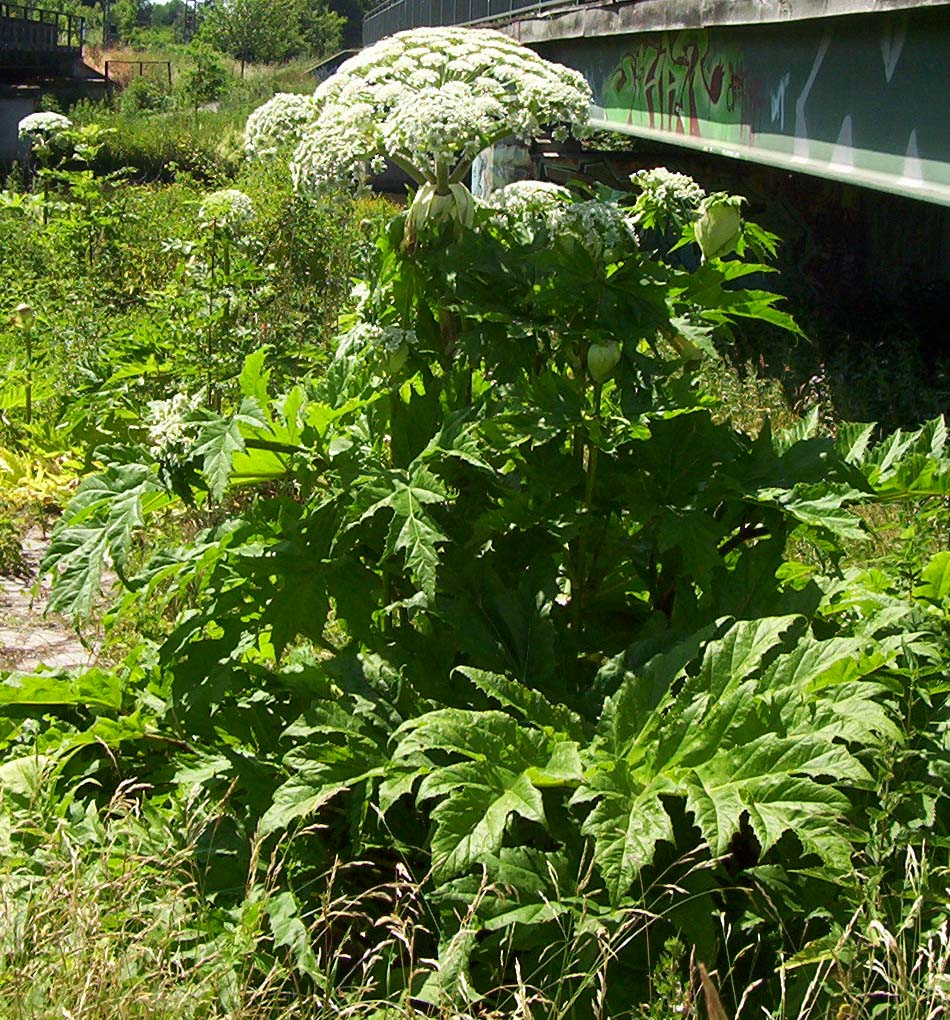
Борщевик Мантегацци в культуре в Leipzig Rosental

Борщевик Мантегацци — довольно неприхотливое растение. Он охотно растёт как на ярком свету, так и в полутени и может расти на одном и том же месте до 7 лет подряд. Ему подходят любые почвы, богатые питательными веществами.
Размножают его делением корневищ и семенами, высевая их сразу после сбора или поздней осенью.
Используется для одиночных посадок и растительных ансамблей, у водоёмов, во влажных и тенистых местах.

## Опасность
Борщевик Мантегацци не просто злостный сорняк. Это растение также выделяет токсичные фуранокумарины, которые на солнечном свету вызывают сильные ожоги. В связи с этим детей рекомендуется оберегать от зарослей борщевика Мантегацци. С конца XX века во многих странах Западной Европы идёт энергичная борьба с его распространением.

## Родственные виды
Вид Борщевик Мантегацци входит в секцию Pubescentia Manden. рода Борщевик (Heracleum L.), куда, кроме него, относятся также Борщевик Сосновского (Heracleum sosnowskyi Manden.) и Борщевик пушистый (Heracleum pubescens (Hoffm.) Bieb.). Все эти растения довольно высокие, с очень крупными зонтиками; краевые цветки в соцветиях сильно увеличены.

## Комментарии
1. ↑  Представлен ареал распространения трёх видов «гигантских борщевиков» только в Западной и Центральной Европе (т. е. без учёта стран бывшего Советского Союза, включая даже и Прибалтику). Под «гигантскими борщевиками» понимают представителей борщевиков Мантегацци, Сосновского и персидского[1].
2. ↑  Самое раннее упоминание — Великобритания, 1817 год[1].